# West Compton (Dorset)
West Compton – wieś w Anglii, w hrabstwie Dorset. Leży 14 km na zachód od miasta Dorchester i 194 km na południowy zachód od Londynu.